# تمثال لورد موروغان
تمثال لورد موروغان هو تمثال للإله كارتيكيا بطول 42 متر ويعتبر أطول تمثال لإله هندوسي في ماليزيا والثالث لإله هندوسي في العالم.يقع التمثال عند كهوف باتو.